# Johann Friedrich Ludwig Hausmann
Johann Friedrich Ludwig Hausmann (Hannover, 1782. február 22. – Göttingen, 1859. december 26.) német mineralógus.

## Élete
Egy ideig magas bányahivatalokat viselt, 1811-ben a göttingeni egyetemen az ásványtan tanára és a királyi tudományos társaság tagja lett. Munkái főképp a kristálytanra és az északnémet hegységeken tett kutatásaira vonatkoznak. Nevezetes: Ueber Entstehung v. Mineralien u. Gesteinen durch Hüttenprozesse című előadása, mely a göttingeni királyi tudományos társaság kiadványai közt jelent meg. Hausmann adta ki a Studien des Vereins bergmännischer Freunde (Göttinga, 1824-58) c. vállalat 6 kötetét.

## Művei
- Krystallographische Beiträge (Braunschweig, 1803)
- Norddeutsche Beiträge zur Berg- u. Hüttenkunde (uo. 1806-10)
- Handbuch der Mineralogie (Göttinga, 1813, 2. kiad. 1828-1847, 3 kötet)
- Reise durch Skandinavien (1811-18)
- Ungersuchungen über die Formen der leblosen Natur (uo. 1821)
- Versuch einer geologischen Begründung des Ackerbau- u. Forstwesens (Berlin, 1825)
- Ueber den Zustand des hannoverischen Harzes (uo. 1832)
- Ueber die Bildung des Harzgebirges (uo. 1842)